# Municipio de Clay (condado de Hardin)
El municipio de Clay (en inglés: Clay Township) es un municipio ubicado en el condado de Hardin en el estado estadounidense de Iowa. En el año 2010 tenía una población de 599 habitantes y una densidad poblacional de 6,41 personas por km².

## Geografía
El municipio de Clay se encuentra ubicado en las coordenadas 42°26′5″N 93°3′43″O / 42.43472, -93.06194. Según la Oficina del Censo de los Estados Unidos, el municipio tiene una superficie total de 93.38 km², de la cual 93,27 km² corresponden a tierra firme y (0,12 %) 0,11 km² es agua.

## Demografía
Según el censo de 2010, había 599 personas residiendo en el municipio de Clay. La densidad de población era de 6,41 hab./km². De los 599 habitantes, el municipio de Clay estaba compuesto por el 98,33 % blancos, el 0,67 % eran asiáticos, el 0,67 % eran de otras razas y el 0,33 % eran de una mezcla de razas. Del total de la población el 4,34 % eran hispanos o latinos de cualquier raza.